# Weston Kelsey
Weston Seth Kelsey (Santa Mónica, 24 de agosto de 1981) es un deportista estadounidense que compitió en esgrima, especialista en la modalidad de espada.
Ganó dos medallas en el Campeonato Mundial de Esgrima, oro en 2012 y plata en 2010.
Participó en tres Juegos Olímpicos de Verano, entre los años 2004 y 2012, ocupando el cuarto lugar en Londres 2012, en la prueba individual, y el sexto en Atenas 2004, en el torneo por equipos.

## Palmarés internacional
| Campeonato Mundial | Campeonato Mundial | Campeonato Mundial | Campeonato Mundial |
| Año                | Lugar              | Medalla            | Prueba             |
| ------------------ | ------------------ | ------------------ | ------------------ |
| 2010               | París (Francia)    | Medalla de plata   | Espada por equipos |
| 2012               | Kiev (Ucrania)     | Medalla de oro     | Espada por equipos |